# Roger Rioland
Roger Rioland (* 24. Oktober 1924 in Vitry-sur-Seine; † 23. März 2018 in Ivry-sur-Seine) war ein französischer Radrennfahrer und Weltmeister.
1946 wurde Roger Rioland Weltmeister in der Einerverfolgung der Amateure in Zürich. Im Jahr darauf wurde er Französischer Meister in dieser Disziplin und gewann das Straßenrennen Critérium du Centre. Er startete für den Athletic Club de Boulogne-Billancourt (ACBB).
1948 trat Rioland zu den Profis über und wurde in den folgenden Jahren dreimal Französischer Meister in der Einerverfolgung. Anfang der 1950er Jahre wandte er sich zudem dem Stehersport zu und wurde dreimal zwischen 1953 und 1955 nationaler Vize-Meister. 1956 beendete er seine Karriere.
Später war Roger Rioland in seinem Verein „Vélo Sportif Villecresnois“ und im „Comité départemental de Cyclotourisme du Val de Marne“ für den Radtourismus aktiv.
2008 wurde Rioland mit der „Médaille d'Or de la Jeunesse et des Sports“ ausgezeichnet.